# 江苏医药职业学院
江苏医药职业学院是位于江苏省盐城市的一所公办普通全日制专科高校，前身为1941年新四军军部建立的华中卫生学校。
学院拥有解放校区、建军校区，主要提供大专教育，兼有成人教育与职业培训。

## 历史
- 1941年7月，新四军军部创办华中卫生学校。
- 1958年，成立盐城医学专业学校、盐城中医专科学校。
- 1964年7月，成立江苏省盐城卫生学校。
- 1977年后，恢复招生，招收大专、本科生。
- 1996年，开始招收高等职业学生。
- 2005年，批准建立盐城卫生职业技术学院。
- 2017年2月，更名为江苏医药职业学院。

## 专业设置
- 护理系
- 药学系
- 影像系
- 医学技术系
- 基础部